# Andrea Bonilla
Andrea Paola Bonilla Tello (* 5. Dezember 1986) ist eine ecuadorianische Leichtathletin, die sich auf den Langstreckenlauf spezialisiert hat.

## Sportliche Laufbahn
Erste internationale Erfahrungen sammelte Andrea Bonilla beim Guayaquil Salinas Half Marathon 2018 und wurde dort nach 1:20:28 h Dritte. Im Jahr darauf wurde sie nach 2:40:38 h Neunte beim Vienna City Marathon und anschließend erreichte sie auch bei den Panamerikanischen Spielen in Lima nach 2:40:38 h Rang neun. Bei den Halbmarathon-Weltmeisterschaften 2020 in Gdynia erreichte sie nach 1:11:48 h Platz 44 und im Dezember verbesserte sie beim Maratón Valencia Trinidad Alfonso EDP ihre Marathon-Bestmarke auf 2:28:24 h und erbrachte damit die Qualifikationsnorm für die Olympischen Sommerspiele in Tokio. 2021 belegte sie bei den Südamerikameisterschaften im heimischen Guayaquil in 34:12,65 min den vierten Platz im 10.000-Meter-Lauf. Beim Marathon der Olympischen Sommerspiele, der abweichend in Sapporo stattfand, kam sie als 60. ins Ziel. Im Jahr darauf startete sie bei den Weltmeisterschaften in Eugene und musste dort ihr Rennen vorzeitig beenden, wie auch bei den Weltmeisterschaften 2023 in Budapest.

## Persönliche Bestleistungen
- 10.000 Meter: 34:12,65 min, 29. Mai 2021 in Guayaquil
- Halbmarathon: 1:11:48 h, 17. Oktober 2020 in Gdynia
- Marathon: 2:27:38 h, 5. Dezember 2021 in Valencia (ecuadorianischer Rekord)